# 中國鐵鈦
中國釩鈦磁鐵礦業有限公司（簡稱：中國鐵鈦，港交所：00893）是一間在中國從事鐵礦石開採、生產及銷售的公司。中國鐵鈦是川威集團旗下公司，在四川擁有釩鈦磁鐵礦礦場。
2009年，中國鐵鈦在香港進行公開招股，集資18.37億至22.73億港元。中國鐵鈦招股反應理想，招股價最終訂在3.5港元。
2012年11月，中國鐵鈦大股東王勁提出以每股1.72元私有化。
2012年12月，公司大股東提價每股現金1.93元，私有化亦以門檻較低的協議安排（scheme of arrangement）進行。

## 外部連結
- 中國鐵鈦公司網站（页面存档备份，存于）